# クイズドレミファグランプリ
『クイズドレミファグランプリ』は、1994年にコナミ（現、コナミデジタルエンタテインメント）より発表されたアーケード向けクイズゲームである。続編である『クイズドレミファグランプリ2』、『クイズドレミファグランプリ3』についても併せて説明する。

## 概要
曲のイントロ部分が提示され、その曲のタイトルを4択で答える（例外有り）。なお再生される曲は、諸事情により原曲そのままではなく、MIDI化されたものが演奏される。
専用筐体とすることで音楽が聞き取りやすくなるように設計されており、また2人プレイも可能になっている。
答えが分かったら早押しボタンを押して解答権を得た後、「1」～「4」の解答ボタンを押して答える。基本的に4択の選択肢は予め表示されているが、早押しボタンを押さないと選択肢が表示されない問題も出題される。正解なら得点が加算され、不正解やタイムオーバー（早押しボタンを押した後5カウント以内に解答ボタンを押さなかった）は-50点。イントロの再生が終わるまでに早押しボタンを押さなかった場合は減点されない。
ゲーム内の演出では、タイトルコールなど、TVのクイズ番組を意識したものが数多く散りばめられている。
また、難易度調整については、ノルマの変更や、ステージが進むごとにカウントの速度が速くなることによって行われている。

## 出題形式
イントロクイズの形式には以下のようなものがある。
イントロクイズ
イントロが流れている間にその曲のタイトルを解答する。100点から時間と共に点数が減っていき、早押しボタンを押した時点での得点が、その問題を正解した際に加算される点数となる。
ウルトライントロクイズ
イントロが、短めに2回再生される。早押しボタンを押すまでのタイムに関係なく、1回目（1.5秒）で正解なら100点獲得、2回目（2.5秒）で正解すれば50点獲得。
超ウルトライントロクイズ
イントロが、「ウルトライントロクイズ」よりも短めに2回再生される。早押しボタンを押すまでのタイムに関係なく、1回目（0.8秒）で正解なら200点獲得、2回目（1.5秒）で正解すれば150点獲得。

## ルール
まずはステージ開始前に、出題される曲の年代やジャンルを、4つの選択肢（年代・ジャンル不問のノンセクションも含まれている）の中から選び、その年代・ジャンルの曲から出題される。
各ステージ、決められた問題数でノルマ以上の点数（筐体の難易度設定によってノルマ点数を変更することが可能）を獲得すれば、ステージクリア。
2人プレイの場合、点数の取り合いとなるため、ステージあたりの出題数は1人プレイの場合よりも多く設定されている。また、1人がお手つきした後、もう一方のプレイヤーが解答ボタンを押せば、引き続いて解答可能である。
全5ステージ。

## クイズドレミファグランプリ2
同シリーズの第2作である。曲数が増えている点以外に、第1作に見られない要素もいくつか含まれている、以下がその要素である。
概要
全7ステージとなった。
出題形式
超ウルトライントロクイズは出題されなくなった。（ウルトライントロクイズは存続）
2人プレイ時の扱い
2人プレイ時、開始時に協力プレイとするか対戦プレイとするかを選択することができる。協力プレイとすると、1人目が誤答しても2人目が正答すればお手つきのペナルティから逃れることができる。
タイムアタック
問題数とノルマ得点を競うモードとは異なり、制限時間が決められていてその時間内での正解数を競うステージとなっている。お手つき5回でゲームオーバーとなる。
最終ステージ
イントロで流れた曲のタイトルではなく、その曲が使われた番組のタイトル（番組当てクイズ）やCMの商品のジャンル（CM当てクイズ）、唄っている歌手の性別（性別当てクイズ）を当てる問題が出題される。

## クイズドレミファグランプリ3
同シリーズの第3作である。
前作から更に変更点がいくつかあった。
概要
全5ステージとなった。(予選一回戦、予選二回戦、本選一回戦、本選二回戦、イントロ王(キング)決定戦)
初回作同様、TVのクイズ番組を思わせる演出となった。ゲーム終了時等には「コナミ」の提供クレジットが登場する。
出題形式
ウルトライントロクイズは出題されなくなった。そして各ステージの最終問題のみ超ウルトライントロクイズが出題されるようになった。
ジャンル選択
前作までの70～90年代固定ではなくなった。「80年代前半」「歌手が女性」「色」「季節」「別れ」「ミリオンヒット」「タイトルが平仮名」等様々なジャンルが各ステージの最初に4つ提示され(うち4つ目は必ず「なんでもアリ」)、うち1つを選択する。
指標の変更
成績を示す指標が、点数から音符マークのメーターに変更された。正解時は、経過時間(超ウルトライントロクイズの場合は再生回数)に応じて1～4の音符マークを獲得。誤答・お手つきの場合は音符マークを1つ失う。
ボーナスゲーム
予選二回戦直後にはあみだくじ式の、本選二回戦直後にはルーレット式のボーナスゲームがある。ゲームに成功するとアイテムを獲得。三択アイテムを獲得すると次のステージが三択になる。復活アイテムを獲得するとゲームオーバーになっても一度だけ復活できる。ポイントアイテムを獲得すると次のステージの冒頭で音符マークを獲得。以後のゲーム展開に有利となる。
エンディング
エンディングの音楽が、ボーカルを伴った歌に変更された。歌詞は記述できないが、ネームエントリーを促す内容の歌詞である。

## その他
この作品群は、後にジャレコによって同ジャンルのアーケードゲームである『早押しクイズ王座決定戦』の実用新案権を侵害しているとして、1999年8月6日に製造、販売、使用などの差し止めの仮処分申請が行なわれている。この時期、コナミとジャレコの間では他にも『VJ』に対する特許侵害（1999年7月24日）、『ロックントレッド』に対する特許侵害（1999年8月19日）など、類似ゲーム機に関する訴訟問題が挙がっており、その問題の一端と見られている。